# Rinorea ranirisonii
Rinorea ranirisonii är en violväxtart som beskrevs av Nusb. och Wahlert. Rinorea ranirisonii ingår i släktet Rinorea och familjen violväxter. Inga underarter finns listade i Catalogue of Life.